# Dům U zlatého kolečka (Plzeň)
Dům U zlatého kolečka je eklektická budova na nároží ulic Zbrojnická a Františkánská v historickém centru Plzně.

## Historie
Budova vznikla v roce 1902 na místě zbořeného historického domu. Jedním z významných majitelů tohoto historického domu byl v letech 1587–92 mistr Šimon Plachý z Třebnice, který byl plzeňským purkmistrem.
Průčelí přízemí a prvního patra domu pak bylo novodobě upraveno v letech 1947–48.

## Architektura
Autorem návrhu budovy byl architekt J. Kotek. Jedná se o třípatrovou dvoukřídlou stavbu na půdorysu ve tvaru písmene L, jejíž nároží je zkosené a zdůrazněné vížkou. Na okrajích obou křídel budovy jsou mělké rizality zakončené malými štítky.
Zatímco přízemí a první patro bylo ve 40. letech 20. století obloženo travertinem a opatřeno velkými prosklenými výkladci, ve vyšších patrech se dochovala na fasádě původní výzdoba: štukové šambrány s frontony, členění lizénami.
Nároží má v přízemí volný průchod lemovaný výkladci, hlavní vstup do budovy je ale umístěn uprostřed severní fasády a je zdůrazněn v prvním patře balkónkem s kovaným zábradlím. Podobné balkónky jsou pak i v arkýři na nároží.

## Domovní znamení
Ve věžní nástavbě je na fasádě umístěno loukoťové kolo (domu se říká také U kolečka). Název domu pochází až z počátku 20. století a není pravděpodobné, že by vycházel ze staršího domovního znamení.